# TSR (ゲーム出版社)
TSR, Inc. はRPG『ダンジョンズ&ドラゴンズ』の出版で有名だったアメリカ合衆国のゲーム出版社である。1973年にTactical Studies Rulesとして設立され、1975年にTSR Hobbies, Inc.、1983年にTSR, Inc.へと変遷していった。1997年にウィザーズ・オブ・ザ・コースト社に買収され、現在ではTSRの名前は使われていない。

## 歴史

### Tactical Studies Rules
Tactical Studies Rulesは1973年、ゲイリー・ガイギャックスとドン・ケイの2人によって、2400ドルの資本金をかき集めて設立された。これは世界最初のロールプレイングゲームであるダンジョンズ&ドラゴンズのルールを出版し販売するための手段としてである。彼らはTSR社の所得を育成するために、最初にミニチュアゲームのCavaliers and Roundheadsを出版した。共同経営には、その後ブライアン・ブルームと（一時的に）デイヴ・アーンソンが加わった。ブルームは、Cavaliers and Roundheadsが十分な資金を育成するのを待って、D&Dの出版資金を出資する代わりに共同経営者に認められた。1974年、TSR社（とガイギャックスの指示のもと）「ダンジョンズ&ドラゴンズ」は1000部作製され、10ドルで発売された（追加のダイスセットは3ドル50セントで別売された）。1975年、TSR社はブルームのen:Panzer Warfareを出版した。これは第2次世界大戦をベースにした、1/285スケールのミニチュアを使ったウォーゲームのルールセットである。
創業時、TSR社は製品を顧客に直接販売し、ゲームショップとホビーストアに卸し、そしてミニチュアフィギュアのメーカーの3つの代理店だけに大量販売した。1975年、TSR社は1つか2つの通常代理店を抜き出した。1976年、TSR社はアメリカのホビー産業組合に加入し、毎年恒例のトレードショーに出展し、そして通常の代理店のネットワークの確立を始めた。
ティム・カスクが1975年にTSR社の出版編集者に起用され、彼は会社で最初のフルタイム社員となった。1975年にドン・ケイが心臓発作で死去すると、Tactical Studies Rulesの共同経営は解消された。

### TSR Hobbies, Inc.
残った経営者であるブライアン・ブルームとゲイリー・ガイギャックスは、TSR Hobbies, Inc.という新会社を設立した。ブルームと彼の父メルヴィン・ブルームが過半数を所有していた。共同経営会社の旧資産はTSR Hobbies, Inc.に移管された。en:Empire of the Petal ThroneがTSR Hobbiesとしての最初のゲーム製品として出版され、『グレイホーク』と『ブラックムーア』が『D&D』ゲームを拡張する2つのサプリメントとして出版された。また1975年にはボードゲームen:Dungeon!と荒野の西部RPGBoot Hillが発売された。TSR社は1976年にGen Conゲームフェアのホスト役を始め、そして史上初のD&Dオープントーナメントを特色にした。1976年にD&Dサプリメントのen:Eldritch Wizardryとen:Gods, Demi-gods & Heroesが発売され、そしてオリジナルのD&Dベーシックセットが1977年に発売された。また1977年にTSR Hobbiesはオリジナルのモンスター・マニュアルを出版した。これはゲーム会社として初めてハードカバーで出版された本で、その年に発行されたアドバンスト・ダンジョンズ&ドラゴンズゲームをプレイヤーズ・ハンドブックとともにフォローし、以前はトーナメントでのみ使用されていた6つのアドベンチャー・モジュールをもフォローした。また1978年には、TSR Hobbiesはガイギャックスの自宅から移転し、レイク・ジェニーバのダウンタウンにあったダンジョンホビーショップの上に移った。1979年、ダンジョンマスターズ・ガイドが出版され、"Morley the Wizard"のラジオCMが放送された。
ガイギャックスは、ゲームズワークショップにイギリス国内でのTSR製品の流通の排他的な権限を付与し、後にイアン・リビングストンやスティーブ・ジャクソンと会見した。ゲームズワークショップは高い輸入コストを避けるために、いくつかのオリジナル印刷物やD&DとAD&Dの様々な独自のタイトルを出版した。TSRはゲームズワークショップとの合併可能な合意に達することができなかったため、TSRはイギリスで活動するための子会社を設立した。国際的な需要を満たすために成長し、1980年にイングランドでTSR, Ltd.が設立された。ガイギャックスは事業の筆頭にドン・ターンブルを雇い、事業は1980年代にヨーロッパ大陸に拡大する。TSR, UK.はAD&DのUとUKモジュールとベーシックD&DのB/X1とX8モジュールを、オリジナルのen:Fiend Folioと同様にプロデュースした。TSR, UK.はまたImagine誌を31号に渡りプロデュースした。
AD&Dのための最初のキャンペーン・セッティングとして、『ワールド・オブ・グレイホーク』が1980年に発表された。Top Secretエスピオナージ・ロールプレイングゲームも同年に発表された。報道によれば、TSRのひな形のノートに書かれていたのは架空の暗殺計画で、新しいゲームのプレイテストの一環として、TSRのオフィスにFBIがやってきたという。同じ年、ロールプレイングの品質を促進することと全国のゲーマーを統一する目的でロール・プレイング・ゲーム・アソシエイション（RPGA）が設立された。1981年、Inc. magazineはTSR Hobbiesを米国でもっとも急成長している100の株式非公開企業のひとつとして格付けした。同年、TSR Hobbiesは倉庫が併設されているかつての医療補給建造物にオフィスを再び移動した。1982年、TSR Hobbiesの売り上げは2000万ドルを突破した。
1982年、TSR Hobbiesはen:Grenadier Miniaturesへのミニチュアのライセンスを終了させることを決定し、独自のAD&Dミニチュアの生産を開始し、おもちゃの流通ラインに乗せ、en:LJNにAD&Dのおもちゃ系列のライセンスの一部が乗った。また1982年、TSRはGangbustersとen:Star Frontiersの2つの新しいロールプレイングゲームを発表した。D&Dゲームの独占配信は22カ国に設けられ、最初にゲームがフランス語に翻訳され、この他デンマーク語、フィンランド語、ドイツ語、ヘブライ語、イタリア語、日本語、韓国語、ノルウェー語、そしてスウェーデン語を含む多くの国の言語で展開された。1982年、教育部門が言語教育、数学、歴史、そして問題解決のカリキュラムを開発するために設立された。もっとも成功しているプログラムはen:Endless Quest書籍シリーズである。
メルヴィン・ブルームの株式の所有権はのちにケヴィン・ブルームに移された。ケヴィン・ブルームとブライアン・ブルーム、そしてガイギャックスで構成される取締役会で、ガイギャックスは会社の名目上の社長兼最高経営責任者、ブライアン・ブルームは創造的な事務の社長、ケヴィンは社長となり、1981年に運用効果した。TSR Hobbiesは多様化を求めて、買収または複数の新規事業を開始した。これらの中には裁縫事業、ミニチュアの製造、おもちゃとギフトの新規事業、そして映画やテレビの機会を追求するエンターテインメント部門が含まれる。会社はまた、SPIとAmazing Stories 誌の商標と著作権を取得した。1983年、会社は4つに分割された。TSR, Inc.（基本後継者）、TSR International, TSR VenturesそしてTSR Entertainment, Inc.である。
ガイギャックスはTSR Entertainment, Inc.の設立のためにハリウッドに旅立った（後のDungeons & Dragons Entertainment Corp.）。これは映画やテレビの幹部にD&Dの製品のライセンスを取得しようとした。彼の仕事は、最終的にひとつのD&Dのアニメーションにつながった。しかし、シリーズは、100種類以上のライセンスを生成し、2年間のタイムスロットを導いた。ブルーム兄弟はあまりにも広く企業の資金を悪用し、対象となる買収の追求で大規模な債務を蓄積して非難された後、会社を去ることを余儀なくされた:4。ブルーム兄弟の退社から1年足らずで会社は150万ドルの純損失を計上することを余儀なくされ、その結果スタッフの約75%をレイオフすることになった。これらのスタッフの一部は、ペースセッター、メイフェア・ゲームズ、そしてen:Colecoのビデオゲーム部門などの、他の著名なゲーム会社を形成するようになった。
TSR, Inc.は1984年に2年間の開発期間を経てドラゴンランスサーガをリリースし、TSRはアメリカでナンバー1のファンタジーとサイエンス・フィクション小説の出版社になった。ドラゴンランスはまったく新しいゲームの世界で構成されており、ゲームサプリメントと、マーガレット・ワイスとトレイシー・ヒックマンによって書かれた一連の小説の三部作の両方を推進した。シリーズの最初の小説である"en:The Dragons of Autumn Twilight"はen:New York Times Best Seller一覧の先頭に達して、D&Dの様々な公式設定に基づいて、ペーパーバック小説の長編シリーズを立ち上げることはTSRの励みになった。
1984年、TSRはMarvel Super Heroesゲーム、Adventures of Indiana Jonesゲーム、そしてConanゲームの出版ライセンスにサインした。1985年、Gen Conは追加のスペースの必要があるため、ウィスコンシン州ミルウォーキーに移動した。AD&Dのen:Oriental Adventuresハードカバーが発売され、大きな売り上げになった。TSRはen:All My Childrenゲームを発表し、ベースになったのはABCの昼間のドラマで、15万部以上を売り上げた。1986年、TSRはD&Dのアドベンチャー・シナリオだけを集めた隔月刊のDungeon Adventures誌を発表した。

### ウィリアムズの経営支配
ガイギャックスはその時点で唯一株式の約30％を所有していて、取締役会は、会社に財務の健全性を回復する方法としてブルーム兄弟を除去することを要求した。その行為を報復と見て、ブルーム兄弟は自分たちの株をローレイン・ウィリアムズに売った:5。ガイギャックスは、販売は違法であることの宣言を試みたが失敗し、彼は自分の残りの持ち株をウィリアムズに売り、それをen:New Infinity Productionsの資本の形成に使用した。
ウィリアムズは負債に悩まされている会社を収益性の高いものに変換するための可能性を見たファイナンシャルプランナーだった。しかし、彼女はゲームの領域を軽視し、自分自身がゲーマーとして優れていると見ていた。ウィリアムズは会社の中でゲームをプレイすることを禁じる内部規約を実装した。その結果、多くの製品はプレイテストされることなく発売され（いくつかは"ひそかに"プレイテストされた）、発売された製品の多くは、既存の製品と互換性がなかった。
TSRは1987年にフォーゴトン・レルムキャンペーン・セッティングを発売した。同じ年、デザイナーたちの小さなチームがAD&Dゲームの第2版の仕事を始めた。1988年、TSRはBullwinkle & Rockyロールプレイングゲームを発売し、紡績工と手人形が揃ったセットだった。同じ年、TSRはトム・クランシーの小説をベースにしたウォーゲームレッド・オクトーバーを追え！を発売し、これは全てのウォーゲームの中でもっとも大きな売り上げとなった。Gen ConゲームフェアにはOriginsという大きな競争相手が参入した。1989年、アドバンスト・ダンジョンズ&ドラゴンズ第2版が発売され、新しいダンジョンマスターズ・ガイドとプレイヤーズ・ハンドブック、新しい3分冊のMonstrous Compendium、The Complete Fighter's Handbook、The Complete Thief's Handbook、そして新しいキャンペーンセッティングのen:Spelljammer、これら全てが同じ年に発売された。また1989年、RPGAのネットワークはそれ以外の諸国、ノルウェー、スウェーデン、デンマーク、イギリス、イスラエル、オーストラリアなどにも波及した。
ウィリアムズの指揮を通じ、TSRは雑誌、文庫小説や漫画本など他の分野への展開を固めた。彼女の家族を通じ、ウィリアムズは個人的に en:Buck Rogersのライセンスの権利を保有し、TSRにBuck Rogersのゲームや小説のプロデュースを奨励した。TSRは結局ボードゲームやロールプレイングゲームを出版することになり、後者は、AD&Dの第2版のルールに基づいている。
1990年、en:Ravenloftセッティングが発売され、伯爵en:Strahd von Zarovichはすぐに人気の永続的な悪役になった。TSRの西海岸部門は、様々な娯楽を開発するプロジェクトの注文を開き、サイエンス・フィクション、ホラー、そしてアクション／アドベンチャーコミックが含まれた。1991年、TSRはen:Dark Sunキャンペーン・セッティングを発売しただけでなく、ダンジョンズ＆ドラゴンズゲーム初心者入門を目指した。1991年、TSRはコレクターカードの三年間セットの最初のセットを発売した。1992年、TSRはen:Al-Qadimセッティングを発売した。TSRの最初のハードカバー小説であるR.A.サルバトーレが書いたLegacyがこの年発売され、その週のうちにニューヨーク・タイムズのベストセラーの一番上に登った。1992年、Gen Conゲームフェアは以前の全ての参加者記録を破った – アメリカのどんなゲーミングコンベンションよりも – 18000人以上の来場者。1993年、DragonStrikeエンターテインメントプロダクトは新しいプレイヤーを獲得するための新しいアプローチとして、ロールプレイングの概念を説明した30分のビデオテープが含まれていた。1994年にはen:Planescapeキャンペーン・セッティングが発売された。
1990年代初期、TSRのフィクション部門の利益は、実際には自分たちの出版物の利益をはるかに超えていた。その成功の高さは、TSRは年間100万ドル以上の利益を上げ、400人の従業員を維持している。
しかし、問題は、同社のビジネス慣行に生じていた。トレーディングカードゲームの出現後、TSRはen:Dragon Diceとen:Spellfireといったいくつかのトレーディングカードゲームを発売した。どちらも市場で大きな成功を発見した。これらの在庫管理は事実上存在しないことになり、その倉庫は売れない製品のフルパックになった。それと時を同じくして、TSRは自社の知的財産から生み出された創造的な仕事やファンフィクションに対する報復を開始し、これは長期間にわたり顧客やファンを怒らせた。RPGのジャンルに他の新規参入者が競合するファンタジーの世界を発表し、その結果断片化したRPGコミュニティは、さらにTSRの既に萎縮した消費者基盤を低減させた。1990年代に渡り、TSRはミスタラ、ドラゴンランス、フォーゴトン・レルム、グレイホーク、en:Spelljammerのような伝統的な5つのセッティングに加えて、自社のより少ない6つのキャンペーンセッティングを発表し（en:Al-Qadim、Birthright、en:Council of Wyrms、en:Dark Sun、en:Planescape、en:Ravenloft)、独自のファン層を希釈し、高価な箱入りキャンペーンセットの競合をもたらした。いくつかのキャンペーンボックスセット（特にPlanescape）は、実際にはTSRが作ったコストよりも低価格で販売された。1996年、これらと、そのフィクションの悲惨な年のような他の要因（100万冊を超える提携の書籍と様々なゲームがTSRに返品された年）、1996年の終わりにTSRに導いた3000万ドルの債務の上に、複数回のレイオフに耐えなければならなかった。
ウィザーズ・オブ・ザ・コースト社の副社長en:Ryan Danceyは、TSRが失敗したことを信じて「密接に顧客に耳を傾けることができず、彼らが言っていたことを聞くと、顧客を幸せにするために変わらなければ」と語った。
TSRの衰えとともに、トレーディングカードゲームマジック:ザ・ギャザリングの発行元のウィザーズ・オブ・ザ・コーストは、最大のロールプレイング企業になった。ウィザーズ・オブ・ザ・コーストは1997年にTSRとその知的財産権を購入し、TSRが不況を被ることを終わらせた。TSRの社員はワシントンのウィザーズ・オブ・ザ・コーストのオフィスに移動する機会を与えられ、いくつかのオファーを受け入れた。レイク・ジェニーバの会社のオフィスは閉鎖された。今後数年間にわたって、会社の様々な部分が他の会社に転売され、1999年の間に、ウィザーズ・オブ・ザ・コースト社自体がハズブロに買収された。2002年、Gen Conはピーター・アドキソンのGen Con LLCに売却された。また、2002年にはTSRが出版していた雑誌はパイゾ・パブリッシングが出版することとなった。TSRのブランド名は数年間は続いたが、後に消滅した。TSRの商標も有効期限が切れた。

## 製品
TSRの主力製品はロールプレイングゲームで、もっとも成功したのがダンジョンズ&ドラゴンズである。しかし、彼らはカードゲーム、ボードゲーム、ダイスゲームといった他のゲームや、雑誌と書籍も出版した。

### ロールプレイングゲーム
- ダンジョンズ&ドラゴンズ (1974)
- Boot Hill (1975)
- Empire of the Petal Throne (1975)
- en:Metamorphosis Alpha (1976)
- アドバンスト・ダンジョンズ&ドラゴンズ (1977)
- ダンジョンズ&ドラゴンズ・ベーシックセット (1977)
- Gamma World (1978)
- Top Secret (1980) and en:Top Secret/S.I.
- Gangbusters (1982)
- Star Frontiers (1982)
- Marvel Super Heroes (1984)
- Conan Role-Playing Game (1985)
- The Adventures of Indiana Jones (1987)
- Buck Rogers XXVC (1988-1990)
- ドラゴンクエスト (第3版。1989)
- Amazing Engine (1993)
- Dragonstrike (board game and VHS tutorial) (1993)
- DragonLance: Fifth Age (Saga System) (1996)
- Alternity (1998)
- Marvel Super Heroes Adventure Game (Saga System) (1998)

### ウォーゲーム
- A Gleam of Bayonets (SPI) (on Antietam)
- en:A Line in the Sand (on the Desert Shield & Desert Storm Campaigns 1990–91)
- en:Battle of Britain (SPI) (on the Battle of Britain 1940–41)
- en:Battlesystem
- Cavaliers and Roundheads (1973)
- チェインメイル第3版 (1975)
- Classic Warfare (1975)
- Divine Right (1979)
- en:Don't Give Up The Ship! (1975)
- en:Fight in the Skies (1975) (later renamed Dawn Patrol)
- en:Gammarauders
- Little Big Horn (1976)[2]
- en:Panzer Warfare (1975)
- Sniper! (SPI) (1986)
- Star Probe (1975)
- en:Tractics (1975)
- Tricolor (1975)
- Warriors of Mars (1974)
- en:Wellington's Victory (SPI)
- en:William the Conqueror (1976)
- Cordite & Steel (1977)
- Air War (SPI)
- Barbarossa (SPI)
- Battles for the Ardennes (SPI)
- BLUE & GRAY (SPI)
- COBRA (SPI)
- Drive on Stalingrad (SPI)
- Firefight (SPI)
- Hetzer Sniper! (SPI)
- Julius Caesar (SPI)
- LA GRANDE ARMEE (SPI)
- MOSCOW 1941 (SPI)
- Napoleon's Last Battles (SPI)
- Onslaught (SPI)
- Rebel Sabers (SPI)
- Spies!(SPI)
- Terrible Swift Sword (SPI)
- THE TWILIGHT WAR (SPI)
- WORLD WAR II (SPI)

### その他のゲーム
- Attack Force (microgame)
- en:The Awful Green Things From Outer Space（ボードゲーム）
- en:Blood Wars（トレーディングカードゲーム）
- en:Buck Rogers - Battle for the 25th Century（ボードゲーム）
- Chase（ボードゲーム）
- Dragonlance（ボードゲーム）
- Dragon Strike (1993)（ボードゲーム）
- en:Dragon Dice (collectible dice game)
- en:Dungeon! (1975)
- Elixir（ボードゲーム）
- en:Endless Quest（ゲームブック）
- en:Escape From New York (1981)（ボードゲーム）
- en:Fantasy Forest (1980)（ボードゲーム）
- 4th Dimension（ボードゲーム）
- The Great Khan Game（カードゲーム）
- Icebergs (microgame)
- Kage（ボードゲーム）
- en:Knights of Camelot（ボードゲーム）[13]
- en:Maxi Bour$e（ボードゲーム）
- en:Party Zone: Spy Ring Scenario（パーティーゲーム）
- Remember the en:Alamo (microgame)
- en:Revolt on Antares (microgame)
- Saga (microgame)
- en:Spellfire（トレーディングカードゲーム）
- en:Snit's Revenge（ボードゲーム）
- Steppe（ボードゲーム）
- They've Invaded Pleasantville (microgame)
- Vampyre (microgame)
- en:Viking Gods (microgame)

### 雑誌
- アメージング・ストーリーズ
- Ares
- ザ・ドラゴン
- ダンジョン・アドベンチャーズ
- Imagine
- Strategy & Tactics

### 漫画
1990年代、TSRは漫画本のシリーズを出版し、いずれもロールプレイングゲームをベースにしたものだった。
- en:13:Assassin
- en:Agent 13: The Midnight Avenger
- en:Birthright: The Serpents Eye
- en:Buck Rogers Comic Module
- en:Dragonlance Fifth Age
- en:Dragonlance Saga
- en:Fineous Fingers Collection
- en:Forgotten Realms The Grand Tour
- en:Intruder Comics Module
- en:Labyrinth of Madness
- en:R.I.P. Comics Module
- en:Snarfquest Collection
- en:Warhawks Comics Module

## 小説
1984年、TSRはゲームをベースにした小説の出版を始めた。D&Dのキャンペーンセッティングの小説がもっとも多く出版され、もっとも成功したのはドラゴンランスとフォーゴトン・レルムの2つの小説がかなりたくさん出版された。
TSRは1995年にマーティン・ケイディンのen:Buck Rogers: A Life in the Futureを出版し、これは孤立した架空の産物のen:Buck Rogers世界で、TSRのen:Buck Rogers XXVCゲームとは無関係である。
TSRは自社のゲーム製品とは連携していない、非常に多くのファンタジーやサイエンス・フィクション小説を出版し、en:L. Dean Jamesの"Red Kings of Wynnamyr"小説、Sorcerer's Stone（1991年）とKingslayer（1992年）; en:Mary H. Herbertの5冊の"Gabria"小説（Valorian、Dark Horse、Lightning's Daughter、City of the SorcerersそしてWinged Magic）、そしてまたユーモラスなファンタジーフィクションが含まれたen:Roy V. Youngの"Count Yor"小説Captains Outrageous（1994年）そしてYor's Revenge（1995年）である。しかし、このようなプロジェクトは決して会社のフィクション出力の割合以上にならず、ゲームの派生作品に重点を置いていた。

## 批判
初期の成功が衰退したあと、会社は自社の知的財産権と見なされるものの法的防御に転じた。また、いくつかの訴訟は、会社とガイギャックスに対して複数の訴訟を含む、会社と部門のロイヤリティーについてだった。これらのアクションは、ゲーマーのどん底に達し、会社はインターネットのサイトでゲームの原料を供給する個人を告訴すると脅迫した。1990年代中盤、RPGに関連するメーリングリストやネットニュースでは、頻繁に"T$R"のニックネームが用いられ、広く顧客を攻撃する会社として認識された。製品の増加や増殖が問題を助けておらず、製品ラインの多くが重なって、マイナーな点のように思えたもので、顧客が離れていった（グレイホーク、フォーゴトン・レルム、ドラゴンランスのような古典的なトロイカは、この点で苦しんでいた）。
会社はNaziを商標登録しようと試みた都市伝説の対象となった。これはen:Indiana Jones RPGのサプリメントで出たフィギュアに"NaziTM"の刻印があったことがベースとなっている。この表記は、ルーカスフィルムの法務部門が提供する商標文字の名前のリストを遵守している。その後、脚注への起源が忘れられ、ゆっくりとTSRが商標を登録しようとする話に変化していった。ことによるとTSRの独自の評価の後半が、"商標ナチス"の企業としての存在をおそらく支援した。